# Daniel Ryan (Eiskunstläufer)
Daniel Ryan (* um 1930; † 15. Februar 1961 in Berg-Kampenhout, Belgien) war ein US-amerikanischer Eiskunstläufer, der im Eistanz startete.

## Leben
Ryan wurde von seiner Großmutter Caroline Naylor in Bridgeport, Connecticut aufgezogen. Er war nationaler Meister im Rollkunstlauf und versuchte sich im Eistanzen zum ersten Mal an der Katholischen Universität in Washington D.C., die er besuchte. Während seiner Eistanzkarriere wurde er von Lewis Elkin und Walter "Red" Bainbridge trainiert.
Seine Eistanzpartnerin war Carol Peters. Mit ihr zusammen gewann er 1952 und 1953, bei den ersten beiden Weltmeisterschaften, bei denen Eistanz im Programm war, die Bronzemedaille hinter den beiden britischen Eistanzpaaren Jean Westwood / Lawrence Demmy und Joan Dewhirst / John Slater.
Ryan beendete 1953 seine Wettkampfkarriere und wurde Trainer beim Minto Skating Club in Ottawa. Er heiratete die Eislauftrainerin Rose Anne Paquette, mit der er 1955 nach Indianapolis zog, um Trainer beim dortigen Eiskunstlaufverein zu werden. In dieser Funktion trainierte er die US-Eistanzmeister von 1961, Diane Sherbloom und Larry Pierce. Als deren Trainer ging er an Bord des Sabena-Flugs 548, der das Nationalteam der Vereinigten Staaten zur Weltmeisterschaft nach Prag bringen sollte. Das Flugzeug stürzte im belgischen Berg-Kampenhout ab. Es gab keine Überlebenden. Daniel Ryan, 31-jährig, hinterließ seine Frau und fünf Kinder, von denen das jüngste zwei Wochen alt war und das älteste fünf Jahre.
2011 wurde Ryan, wie auch die gesamte damals verunglückte US-Mannschaft, in die nationale Hall of Fame aufgenommen.

## Ergebnisse

### Eistanz
(mit Carol Peters)
| Wettbewerb / Jahr                | 1951 | 1952 | 1953 |
| -------------------------------- | ---- | ---- | ---- |
| Weltmeisterschaften              |      | 3.   | 3.   |
| US-amerikanische Meisterschaften | 3.   | 2.   | 1.   |